# Pirenoide

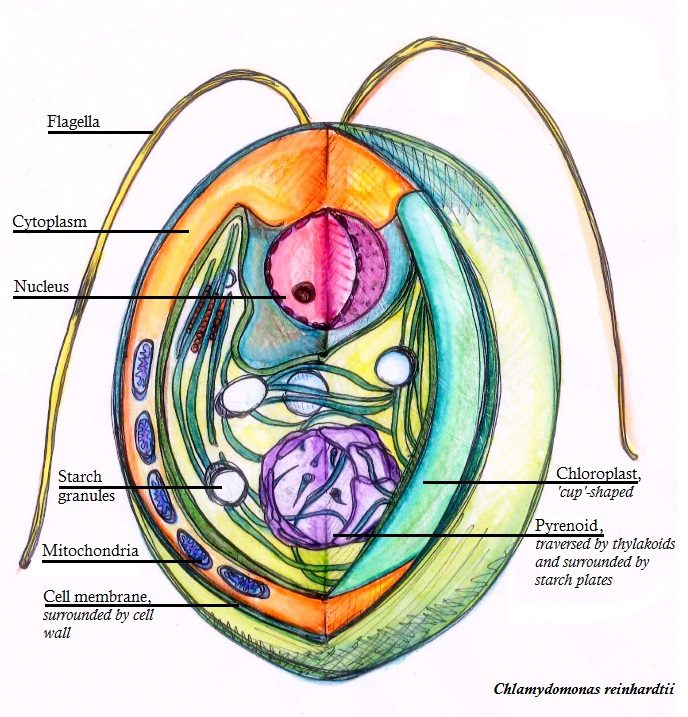
Sezione di una cellula dell'alga Chlamydomonas reinhardtii

Il pirenoide è un comparto subcellulare presente nei cloroplasti di molte alghe e in un unico gruppo di piante terrestri (le antocerote, un tipo di muschi).
I pirenoidi sono associati al funzionamento di un meccanismo di concentrazione del carbonio (carbon-concentrating mechanism CCM). La loro funzione principale è quella di agire come centri di fissazione dell'anidride carbonica (CO2), generando e mantenendo un ambiente ricco di CO2 attorno all'enzima fotosintetico ribulosio-1,5-bisfosfato carbossigenasi/ossigenasi (RuBisCO). 
I pirenoidi sembrano quindi avere un ruolo analogo a quello dei carbossisomi nei cianobatteri.
Molte alghe vivono negli habitat acquatici e questo ha implicazioni sulla loro capacità di accedere alla CO2 per la fotosintesi. La CO2 infatti si diffonde 10.000 volte più lentamente nell'acqua che nell'aria facendo si che l'acqua sia spesso un ambiente privo di CO2 e lento ad acquisire CO2 dall'aria. 
Infine, la CO2 disciolta in acqua, in base al pH, si equilibra con il bicarbonato (HCO3-). Nell'acqua di mare, ad esempio, il pH è tale che il carbonio inorganico disciolto si trova principalmente sotto forma di HCO3− e non di anidride carbonica. Il risultato netto di ciò è una bassa concentrazione di CO2 libera che è appena sufficiente per far funzionare la RuBisCO a un quarto della sua velocità massa determinando una limitazione importante della fotosintesi delle alghe.

## Struttura del pirenoide
Esiste una sostanziale diversità nella morfologia e nell'ultrastruttura dei pirenoidi tra le diverse specie algali. La caratteristica comune di tutti i pirenoidi è quella di essere una matrice sferoidale, composta principalmente da RuBisCO. 
In Porphyridium e in Chlamydomonas, c'è un singolo pirenoide molto cospicuo in un singolo cloroplasto, visibile al microscopio ottico. Al contrario, nelle diatomee e nei dinoflagellati, possono esserci più pirenoidi.

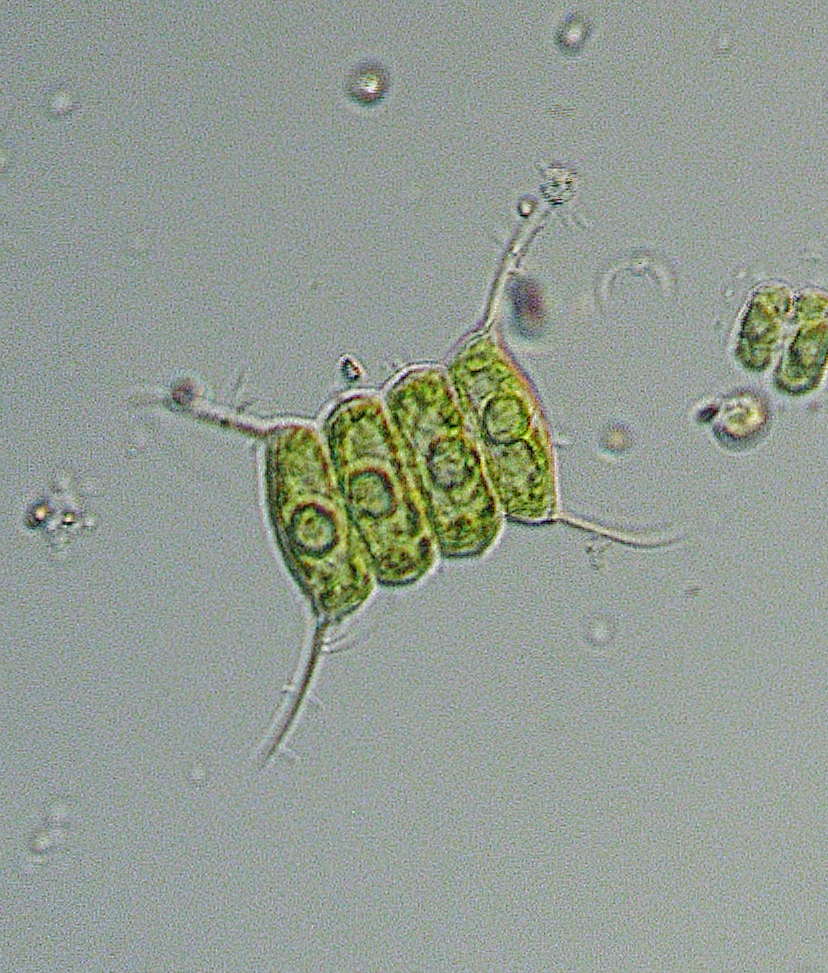
Scenedesmus quadricauda con il pirenoide chiaramente visibile (sono le quattro strutture circolari centrali)

Nella maggior parte dei pirenoidi, la matrice è attraversata da membrane tilacoidali, che sono in continuità con i tilacoidi stromali. Nell'alga rossa unicellulare Porphyridium purpureum, singole membrane tilacoidali sembrano attraversare il pirenoide; nell'alga verde Chlamydomonas reinhardtii, più tilacoidi si fondono alla periferia del pirenoide per formare tubuli più grandi che attraversano la matrice. 
A differenza dei carbossisomi, i pirenoidi non sono circondati da un guscio proteico. Una guaina di amido si forma o si deposita spesso alla periferia dei pirenoidi, anche quando quell'amido è sintetizzato nel citosol piuttosto che nel cloroplasto.
Quando esaminata con la microscopia elettronica a trasmissione, la matrice del pirenoide appare come una struttura granulare approssimativamente circolare all'interno del cloroplasto.
In Chlamydomonas, un complesso ad alto peso molecolare formato da due proteine (LCIB/LCIC) forma un ulteriore strato concentrico attorno al pirenoide, al di fuori della guaina di amido, e attualmente si ipotizza che questo agisca come una barriera alla perdita di CO2 o per catturare la CO2 fuoriuscita dal pirenoide.
È stato osservato che il pirenoide di Chlamydomonas si divide per scissione durante la divisione dei cloroplasti. Nei rari casi in cui non si verificava la scissione, la cellula algale è in grado di formare un nuovo pirenoide perché i pirenoidi della cellula madre si sono parzialmente dissolti nello stroma del cloroplasto durante la divisione cellulare e questo pool di componenti disciolti può condensarsi in un nuovo pirenoide nei casi in cui non siano stati ereditati durante la scissione.